# 에딘 테르지치
에딘 테르지치(크로아티아어: Edin Terzić, 1982년 10월 30일 ~ )는 독일의 전 축구 선수이자 축구 감독이다.

## 여담
크로아티아 계이다.

## 경력

### 선수

#### 베스트팔리아 헤르네
- 베스트팔리아 컵 : 2005-06

### 감독

#### 보루시아 도르트문트
- DFB 포칼 : 2020-21
- UEFA 챔피언스리그 준우승 : 2023-24